# エクスペンダブルズ3 ワールドミッション
『エクスペンダブルズ3 ワールドミッション』（The Expendables 3）は、パトリック・ヒューズ監督、シルヴェスター・スタローンとクレイトン・ローゼンバーガー、カトリン・ベネディクト脚本によるアンサンブル・キャストのアクション映画。
2012年の映画『エクスペンダブルズ2』の続編で、ジェイソン・ステイサム、シルヴェスター・スタローン、アントニオ・バンデラス、ジェット・リー、ウェズリー・スナイプス、ドルフ・ラングレン、ケルシー・グラマー、ランディ・クートゥア、テリー・クルーズ、ケラン・ラッツ、ロンダ・ラウジー、グレン・パウエル、ビクター・オルティス、メル・ギブソン、ハリソン・フォードとアーノルド・シュワルツェネッガーらアクション俳優の主役級が多数出演した。
北米で2014年8月15日に公開されたあと、約2か月半後の11月1日に日本で公開された。キャッチコピーは「準備はいいか? 頂上決戦。」

## あらすじ
バーニー・ロス率いる命知らずの傭兵部隊「エクスペンダブルズ」は、南アフリカ内にある小国のスワジランドにて収監されている元エクスペンダブルズの初期メンバーであるドクター・デス、通称ドクの救出作戦をクリスマス、ガンナー、トールら4名で実行し、無事成功。メンバーにドクを復帰させ、すぐさま次の任務へ移る。CIAより、武器の密売組織のリーダーであるミンズという男の排除と武器取引の阻止を依頼されていたエクスペンダブルズは、アフリカのソマリアにあるモガディシュの港にてメンバーのひとりであるヘイルと合流し、さっそく作戦を実行。作戦はドクの活躍もあって順調に進むかと思えた。ところが、いざミンズを狙撃する段階になってバーニーとドクの二人は驚愕する。ミンズの正体とは過去にバーニーと袂を分かち、殺されたはずの元エクスペンダブルズ初期メンバーのひとり、コンラッド・ストーンバンクスだった。ストーンバンクスらの応戦によって逆に返り討ちにされたバーニーらの作戦は失敗、さらにはメンバーのヘイルがストーンバンクスからの狙撃を受け、重傷を負い意識不明に陥る。ヘイル・シーザーをアメリカの病院に入院させたバーニーのもとにCIAの作戦担当指揮官であるマックス・ドラマーが現れ、作戦の失敗を責めるが、引き続きストーンバンクスの排除をバーニーに申し付ける。バーニーは強大な力を持つストーンバンクスを相手にするにはさらに犠牲がでる可能性を否定できず、これ以上現メンバーを失いたくない彼はチームの解散を宣言。新たに若い命知らずの隊員を集め、捨て身の作戦を決行しようとする。このことにクリスマスらは激怒し反発するがバーニーの考えは変わらず、かつてバーニーとともに戦ったことのある元傭兵で、今は傭兵のヘッドハンティングや斡旋業を行っているボナパルトに依頼して新たなメンバーを集める。その途中、ガルゴという経歴を詐称してまでメンバーへの参加を申し出た元スペイン軍の男をあしらいつつ、バーニーは元アメリカ海兵隊員のジョン・スマイリー、天才ハッカーで電子工作に長けるソーン、優秀な射撃手で武器の取り扱いに長けるマーズ、接近戦のプロである女戦士のルナの4名を新たに仲間に加わる。ドラマーからの依頼で急きょストーンバンクスを排除でなく生け捕りにするという注文の変更となったことを不服としながらも、バーニーはライバルの傭兵であるトレンチに依頼し、ストーンバンクス一味が潜伏するルーマニアに侵入。ブカレストで武器取引を行おうとしていたストーンバンクスを急襲し捕縛に成功する。作戦は成功したかに見えたが、トレンチの待つ空港へ移動中にストーンバンクスの手下らの逆襲を受け、ストーンバンクスを奪還されたあげく、バーニーを除く新人4名は拉致される。バーニーは新人らを奪還するべく、単身でストーンバンクスが根城にしているアズメニスタンという小国へ向かおうとするが、そこにかつて協力を断られたガルゴが現れ、さらにクリスマス、ガンナー、トール、ドクらエクスペンダブルズのメンバーらも集結。さらにドラマーもトレンチと今は彼の配下として働く元メンバーのイン・ヤンを雇い入れ、アズメニスタンへ向かう。かくしてバーニーたちは、ストーンバンクス一味によって買収されたアズメニスタン軍の待ち構える戦場へ向かう。

## 登場人物・キャスト
日本語吹替はDVD・BD版のもの。
バーニー・ロス
演 - シルヴェスター・スタローン / 日本語吹替 - ささきいさお
傭兵部隊「エクスペンダブルズ」のリーダー。早撃ちの名手でキンバーゴールドコンバットII45ACPの二丁拳銃と、コルト・シングル・アクション・アーミーを愛用。航空機の操縦などにも長ける。悪人には容赦しない性格だが本質は義理堅く非常に仲間思いであり、本作では現メンバーらを思ってあえて新チームの結成に乗り出すこととなる。
リー・クリスマス
演 - ジェイソン・ステイサム / 日本語吹替 - 山路和弘
傭兵部隊「エクスペンダブルズ」のメンバーの1人。元SAS隊員でナイフ術のエキスパート。バーニーの右腕ともいうべき存在であったが、突如チームの解散宣言をされて憤慨する。それでも当初はバーニーの指示に従っていたが、結局アズメニスタンに単身乗り込もうとする彼に他メンバーとともに合流する。
イン・ヤン
演 - ジェット・リー / 日本語吹替 - 池田秀一
傭兵部隊「エクスペンダブルズ」の元メンバーの1人で、現在はトレンチの下に移籍している。マーシャルアーツの達人であるが本作では披露せず、終盤でドラマー、トレンチとともにヘリによる空襲を行う。
ガンナー・ヤンセン
演 - ドルフ・ラングレン / 日本語吹替 - 大塚明夫
傭兵部隊「エクスペンダブルズ」のメンバーの1人。射撃と空手の名手。前々作では薬物依存症に陥ってチームを放逐され、一時的に敵対もしていた。前作以上に飲酒癖がついたのか酒の入ったスキットルを常備している。終盤、使い方もわからないのにソーンが残していたウェアラブルコンピュータを勝手に持参して戦場に赴き、他メンバーに呆れられるが、それによってメンバーらの窮地を救うという奏功する。
トール・ロード
演 - ランディ・クートゥア / 日本語吹替 - 木下浩之
傭兵部隊「エクスペンダブルズ」のメンバーの1人。破壊工作と格闘技のプロ。見た目に反してナイーブな性格をしている。
ヘイル・シーザー
演 - テリー・クルーズ / 日本語吹替 - 西凜太朗
傭兵部隊「エクスペンダブルズ」のメンバーの1人。銃火器のスペシャリスト。チームのムードメーカー的存在の黒人。ソマリアでの戦闘でストーンバンクスから狙撃されて重傷を負い、意識不明になるが、エピローグでは無事に回復する。
トレンチ
演 - アーノルド・シュワルツェネッガー / 日本語吹替 - 玄田哲章
民間軍事会社の経営者。「エクスペンダブルズ」のライバルだが、今回はかなり協力的で、バーニーを気遣ったり彼らの作戦に参加したりする。

### 新キャラクター
ガルゴ
演 - アントニオ・バンデラス / 日本語吹替 - 東地宏樹
元スペイン軍の傭兵。かなりのベテランであるが、つねにうるさく喋り続ける性格のために傭兵仲間から煙たがられている。ボナパルトら傭兵斡旋業でもブラックリストに入れられているらしく、「殺ししか特技がない自分に仕事をくれ」と経歴を詐称してまでバーニーらに近づく。一度協力を断られるが、スマイリーたちが捕まったあと独自に調べてバーニーのもとに現れ、必死に懇願して仲間に加えてもらう。因みに腕は確かで射撃や近接戦闘では高い戦闘力を発揮する。ただのおしゃべりなラテン系男かと思いきや、過去に別の傭兵組織にいた際、ある特殊作戦に参加して失敗し、自分は脱出するのに精いっぱいで仲間を救えず、その結果仲間を皆殺しにされるという重い過去を持っている。終盤の戦闘でルナに一目ぼれしてしつこく口説こうとして煩わしがられる。エピローグで正式にエクスペンダブルズに迎えられる。
ドクター・“ドク”・デス
演 - ウェズリー・スナイプス / 日本語吹替 - 江原正士
傭兵部隊「エクスペンダブルズ」のメンバーでクリスマスに引けを取らない程のナイフ術の達人。元衛生兵であり、応急処置などの医療技術も高い。エクスペンダブルズ結成時の最初期メンバーのひとりだったが、某国の要人暗殺に失敗し刑務所に入れられていた。このことをガンナーらに問い詰められた際には、脱税が理由と答える。メンバーの増員のためにバーニーらによって移送中に脱獄を果たし、彼らに合流する。「ジャラジャラ」（原語ではJingling）と言うのが口癖。
コンラッド・ストーンバンクス
演 - メル・ギブソン / 日本語吹替 - 磯部勉
大物武器商人で、ミンズという偽名で活動している。表向きは美術商で美術品にはX線検査などが輸出入時に行われないことを悪用し武器密売に利用している。元エクスペンダブルズのメンバーであり、バーニーやドクと同じ結成時の最古参だったが、私利私欲に走ったことでバーニーらと袂を分かち、彼の手によって射殺されたはずだった。しかし本人は、防弾衣を身に着けていたから助かったと語る。
本作の敵役であり冷酷非情な人物でもあるが、妻に絵画をプレゼントするといった家族思いの一面も持ち合わせており、本人は娘もいると語る。
核兵器などの大量破壊兵器密売や民族虐殺などにかかわっており、ドラマーらCIAが排除しようとしていたが、ハーグの国際司法裁判所にて戦犯として裁かれることとなり、バーニーらへの依頼が急遽生け捕りへ変更となる。多数の重武装の手下を引き連れているほか、自身の戦闘能力も高くリボルバー式の大口径拳銃S&W M500を愛用し、劇中ヘリコプターに乗っている状態でヘイルをライフル狙撃で致命傷を与える。豪胆な性格でバーニーらに捕縛されたときも臆するどころか、挑発し返すほどの度量を見せる。
終盤、捕えたスマイリーたちを餌にバーニーたちを廃墟のホテルに誘き寄せ、彼らごと建物を爆破しようとするが、ソーンによって一時無効化されて失敗。すぐに買収した軍を投入するも、一向に殲滅できないことに苛立ち、軍が役立たずと見るや司令官を射殺し、単身で拳銃片手にトラックで現場に乗り付け、バーニーと壮絶なタイマン勝負の末、バーニーのリボルバーの早撃ちで致命傷を負う。その後、バーニーに「ハーグで裁くんだろ？」と挑発するも、「俺が裁く」と言い返された上、とどめの銃弾を撃ち込まれ射殺される。
マックス・ドラマー
演 - ハリソン・フォード / 日本語吹替 - 村井國夫
CIA作戦担当指揮官。彼の部下を殺したミンズことコンラッド・ストーンバンクスの排除を指揮しており、バーニーにその依頼を行っていた。元アメリカ空軍でパイロットをしており、終盤、みずからヘリコプターを操縦し、空襲やヘリ同士の空中戦を行う。終盤の戦いに出向く直前、これが表沙汰に出来ない極秘の作戦であることから「私もここには公式上、存在しない」と言ってから身に着けていた飛行服の胸から名札を取り外す。ヤンからは「チャーチより腹が立つ」と言われた。
ジョン・スマイリー
演 - ケラン・ラッツ / 日本語吹替 - 浪川大輔
バーニーが集めた新たなエクスペンダブルズメンバーのひとり。元米海兵隊員で過去の作戦で仲間を失ったことから失意で除隊。メキシコで八百長ボクシングをして小金を稼ぐ日々を送っていた。銃器の取り扱いや格闘術のスキルを持つほか、バイクの操縦技術に長ける。
終盤の戦闘シーンの大ジャンプで使用するバイクはKTM250SXをフリースタイルモトクロス用にシートのクッション材を薄くしたり外装パーツの一部を切り欠いたもの。
ルナ
演 - ロンダ・ラウジー / 日本語吹替 - 佐古真弓
バーニーが集めた新たなエクスペンダブルズメンバーのひとりで、女性。どういう訳か高い近接格闘能力を持っておりクラブの用心棒を務めていた。当初はバーニーからホステスと勘違いされるが、屈強な男たちを瞬く間に倒したことから気に入られ、スカウトされる。
ソーン
演 - グレン・パウエル / 日本語吹替 - 小松史法
バーニーが集めた新たなエクスペンダブルズメンバーのひとり。凄腕のハッカーでかつてシアトルの市街を3日間も機能不全に追い込んだことがある。作戦時には腕にウェアラブルコンピュータを装備し、ハッキングなどの電子工作や小型の無人偵察機の操作に用いるなどハイテク機器に精通している。趣味がロッククライミングなどのエクスストリームスポーツであり、身体能力も高い。
マーズ
演 - ビクター・オルティス / 日本語吹替 - 長谷川俊介
バーニーが集めた新たなエクスペンダブルズメンバーの1人。米国防高等研究計画局で最新の兵器の開発にかかわるエリートの軍人。最新の兵器の扱いに長ける他、ボクシングなど近接格闘にも長ける。
ボナパルト
演 - ケルシー・グラマー / 日本語吹替 - 土師孝也
傭兵斡旋業者。バーニーとは旧知でかつては傭兵をしており、同じ戦場で戦っていたこともある。ストーンバンクスを捕まえるためにバーニーから若くて度胸のある威勢のいい人材を依頼されて、各地に一緒に赴いてスカウトに向かう。
ゴラン・ヴァータ
演 - ロバート・ダヴィ / 日本語吹替 - 斉藤次郎
ストーンバンクスと兵器の取引を行っている男。核兵器をストーンバンクスより入手しようとする。バーニー達との銃撃戦にて、機関銃で胸を数回撃たれ死亡する。彼の素性は劇中で詳しく描かれていないものの、ドラマーの情報によるとアルバニア人らしい。
クリュッグ
演 - イヴァン・コスタディノフ / 日本語吹替 - 藤原貴弘
ストーンバンクスを警護する部隊のリーダー。大柄な体格の持ち主で、顔に大きな傷がある。
終盤では、部下との銃撃戦に気を取られていたクリスマスに突撃を仕掛けて一騎打ちとなるが、すぐに圧倒され敗れる。
ディレクターズカット版では、クリスマスによりナイフを肩に刺され、死亡する。
刑務所長
演 - スラヴィ・スラヴォフ
ドクを移送する予定だった某国の軍が管理するデンザリ刑務所の所長。彼を敵視するドクが乗っ取った囚人護送列車から手動式の速射砲で砲撃されて刑務所の建物や部下に被害が出たあげく、最後には列車発着場に列車が突っ込んだのに巻き込まれて死亡する。発着場も直後に崩壊する。
ドクが脱獄を図ったこともあって、個人的に目の敵にしていたようで、ドクが入れられていた列車の独房の前に「常にお前を見張っている」と言わんばかりに肖像画を飾っていたが、これがドクの彼に対する敵意を増大させ、バーニーたちの手で素早く安全に脱出するチャンスを蹴ってまで、先述の過剰なまでの報復を行わせる要因となる。
ルーク
演 - ヴェリザール・ビネヴ / 日本語吹替 - 古屋家臣
モスクワの美術商。ストーンバンクスに300万ドルで絵画を売る。
その他声の出演：長尾明希、下妻由幸、森田了介、中島ヨシキ、内野孝聡

## スタッフ
- 監督：パトリック・ヒューズ
- 脚本：シルヴェスター・スタローン、クレイトン・ローゼンバーガー、カトリン・ベネディクト
- 原案：シルヴェスター・スタローン
- キャラクター創造：デヴィッド・キャラハム（英語版）
- 製作：アヴィ・ラーナー、ダニー・ラーナー、ケヴィン・キング・テンプルトン、ジョン・トンプソン、レス・ウェルドン
- 製作総指揮：トレヴァー・ショート、ボアズ・デヴィッドソン、ベイジル・イヴァニク
- 撮影監督：ピーター・メンジース・ジュニア,A.C.S.
- プロダクションデザイナー：ダニエル・T・ドランス
- 編集：ショーン・アルバートソン,A.C.E.、ポール・ハーブ
- 衣裳デザイン：リズ・ウルフ
- 音楽：ブライアン・タイラー
- スタント・コーディネーター/格闘演出：J・J・ペリー（英語版）

日本語版スタッフ
- 字幕版

翻訳：林完治
- 日本語吹替版

プロデューサー：宮本忠、角田誠、原典子、松谷昂
翻訳：久布白仁司
演出：小山悟
調音：手塚孝太郎
録音：永井将也
制作：中島努、松竹株式会社、株式会社ポニーキャニオン、株式会社HALF H・P STUDIO

## 製作

### 企画とプリプロダクション
2012年3月、ランディ・クートゥアは2012年後半にエクスペンダブルズの3作目が製作開始されるかも知れないと述べた。2012年4月、スティーヴン・セガールは3作目の役をオファーされたと話した。2012年8月にプロデューサーのアヴィ・ラーナーは、将来製作される続編のためにニコラス・ケイジと契約を交わしたことを認めた。また、ラーナーはプロデューサーたちがすでにシリーズに出演しているスター（1作目のミッキー・ロークなど）を呼び戻すつもりであることやクリント・イーストウッドに役の交渉をしたこと、さらにハリソン・フォードと交渉を進めていたことと刑務所から釈放されたウェズリー・スナイプスに交渉を持ちかけたことも語った。スタローンは「いつも異なるコンセプトを考えているが―3作目は最も難しかった。2作目は自然に進行した。3回目だと、空気が希薄になる。我々は観衆が予測できないものを―異なるジャンルにしてでも―提供することを野心的に考えている」と述べた。また8月には、チャック・ノリスが続編には戻らないと語った。2012年8月13日、ジャン＝クロード・ヴァン・ダムはスタローンが前作の悪役ジャン・ヴィランの兄弟クロード・ヴィランとして、エクスペンダブルズ3 ワールドミッションにヴァン・ダムを参加させるかもしれないことをほのめかした。2012年10月31日、ニュー・イメージとミレニアム・フィルムズがエクスペンダブルズ3 ワールドミッションの国際的な配給権のプリセリングが進行していることを確認した。2012年12月19日、ジャッキー・チェンが脇役以上で続編に参加することを同意したと報告された。チェンはのちにスケジュールが他の作品とかぶったため本作から抜けた。
2013年3月、スタローンが続編のために脚本を執筆しており、ドラマによりユーモアを加えた映画にするつもりであることを確認した。また、スタローンはセガールが本作に出演しないことを報告し、理由として20代中ごろの若手俳優をキャストに加えたかったからだと述べた。2013年4月、スタローンはパトリック・ヒューズが続編を監督することを発表した。2013年5月、チェン、スナイプス、ケイジ、そしてミラ・ジョヴォヴィッチに対して映画への参加交渉が進められていることが発表された。2013年6月にライオンズゲートは、映画が2014年8月15日に公開予定であると発表した。2013年7月、メル・ギブソンが悪役を演じると報告され、同月にスタローンはギブソンの参加を認めた。また、俳優のケラン・ラッツとプロボクサーのビクター・オルティス、総合格闘家のロンダ・ラウジーがキャストに加えられた。映画では、最新ITを駆使するアクションヒーローである数人の若手とベテラン組のエクスペンダブルズの衝突がフィーチャーされることが明らかにされた。2013年8月、フォード、アントニオ・バンデラス、グレン・パウエルがキャストに加えられ、ブルース・ウィリス演じるチャーチは出演しないことが確認された。ウィリス降板の理由として、製作側がブルガリアにおける4日間の銃撃戦の報酬として300万ドルをウィリスに提示したところ、彼は400万ドルを要求して意見が食い違ったことがあげられる。2013年9月17日、映画への参加に向けてケルシー・グラマーと交渉中だと発表された。

### 撮影
主要撮影は2013年8月19日にブルガリアとソフィアにあるニュー・イメージ/ミレニアム・フィルムズ傘下のヌボヤナ映画スタジオで開始され、10月22日に終了した。2013年9月、ステイサムが運転するトラックのブレーキが故障して黒海に突っ込み、危うく死にかけたことをテリー・クルーズがインタビューで明らかにした。2013年11月のインタビューで、クートゥアは映画撮影が終わったことと、4作目の映画に関する議論があったことを語った。長編映画を監督するのは本作が2回目のパトリック・ヒューズは、撮影によるストレスで映画製作中に体重が25kg落ちたといい、のちのインタビューで「13人の映画スターが出演する大作アクション映画を監督することが減量にはとてもいい方法だ」と冗談を語った。

### レイティング
本作はシリーズで初めてレイティングがR指定ではなくPG-13と評価された。日本では全世代が鑑賞可能なG指定となった。第67回カンヌ国際映画祭でスタローンは、本作のレイティングをPG-13にすることを目指していると発表した。このとき映画はR指定になりそうだったが、スタローンはより若く幅広い世代に新しい映画を観て欲しいと述べた。2014年7月、アメリカ映画協会はエクスペンダブルズ3 ワールドミッションを「激しい銃撃戦と戦闘シーン、言葉の暴力表現が含まれる」と説明してPG-13と評価した。しかし最初に協会へ渡されたバージョンはR指定評価され、目標のPG-13を受けるために修正しなければならなかった。
本作はシリーズ初の「日本映倫区分では全世代が鑑賞可能なG指定」である（1作目はR15+指定、2作目は劇場公開版はPG12指定、ソフト版は無修正でR15+指定）。本国ではシリーズで初めてレイティングがR指定ではなくPG-13と指定された。制作前の時期、第67回カンヌ国際映画祭でスタローンは、本作のレイティングをPG-13にすることを目指していると発表した。このとき映画はR指定になりそうだったが、スタローンはより若く幅広い世代に新しい映画を観て欲しいと述べた。2014年7月、アメリカ映画協会はエクスペンダブルズ3 ワールドミッションを「激しい銃撃戦と戦闘シーン、言葉の暴力表現が含まれる」と説明してPG-13と評価した。しかし最初に協会へ渡されたバージョンはR指定評価され、目標のPG-13を受けるために修正しなければならなかった。
スタローンはPG-13にするための過程を後悔しており、記者からの質問に対し次回作では再び前2作と同様にR指定でやると答えたうえで「幅広い世代が観ることができる作品にするには、観客が期待している暴力表現を減らすしかなかったことが大きな誤算だった。二度とこういう事態にならないようにする」と語った。

## 公開

### マーケティング
2013年12月19日、映画の出演者を紹介することを目的として、最初のティーザートレーラーが発表された。2014年のシネマコンで公式の映画ポスターが初めて公表されたが、以前に公開された資料の背景を黒から白に変えただけのものだった。映画での有名アクション俳優たちによるアンサンブル・キャストに大きな重点が置かれたマーケティングは、16名の各登場人物が掲載されたポスターを露出度が最大限になるように4つ以上のウェブサイトに分けて公開するなど、4月上旬においても継続されていた。後日、映画の実際の映像を用いて出演者を再度強調した最初の予告編がプレミア公開され、ライオンズゲートによって「点呼トレイラー」と名付けられた。第67回カンヌ国際映画祭では、カールトンホテルで行われたミレニアム・フィルムズ主催の映画のプロモーションを目的としたスペシャルイベントに、スタローン、ステイサム、シュワルツェネッガー、ギブソン、フォード、スナイプス、バンデラス、ラングレン、グラマー、クートゥア、ラッツ、オルティス、パウエル、そして監督のパトリック・ヒューズが出席した。イベントは全日で行われ、呼び物としてクロワゼット通りで出演者が戦車を運転した。
6月5日、映画の新たなシーンで構成されるテレビ用の新予告編が公開された。以前のようなオールスター・キャストを強調するものとは異なり、この予告編は新しく参加したラッツ、ラウジー、オルティスを目立たせたもので、彼ら若手とスタローンやグラマーら経験豊かなベテランの対比を表現している。同日、スタローンも撮影風景映像をツイッターに投稿した。6月17日、映画の長い予告編が公開され、メル・ギブソン演じるコンラッド・ストーンバンクスが初披露されるとともに、映画のストーリーも初めて明らかにされた。1週間後となる6月23日、メイン17名のうちロバート・ダヴィを除く出演者がフィーチャーされた新画像が公開された。7月4日、新しいテレビ用予告編が公開されたが、新しいシーンは少しで大部分は以前のものと同じだった。1週間後に予告編のロングバージョンが公開され、さらに翌日、当時開催されていた2014 FIFAワールドカップを題材とした別のテレビ用予告編が公開された。2014年のコミコンで、16名の各登場人物のポップアートポスターが発売された。

### 海賊版と法的措置
2014年7月25日、本作のプレミア公開より3週間前にDVDと同クオリティの映像が違法に漏洩され、24時間内に海賊版サイトで189,000回以上ダウンロードされた。1週間後には、この漏洩映像が200万回以上ダウンロードされたと見積もられた。
2014年7月31日、ライオンズゲートは、匿名の10人の個人を著作権侵害でカリフォルニア連邦裁判所に訴訟を起こした。製作会社は、映画のデジタルコピーのひとつが盗まれてインターネットにアップロードされたと主張した。ライオンズゲートは海賊版サイトの管理者に催促状を送ったが、返事がこなかったことを明らかにした。

### 興行収入
本作は北アメリカで$39,322,544、他国で$166,850,000を稼ぎ合計額は$206,172,544となった。
2014年8月15日にアメリカの2200の劇場で公開され、木曜日の夜中までの期間で$875,000を稼いだ。これは第1作目（$870,000）と第2作目（$685,000）を上回る成績だった。しかし、本作は午後7時に公開開始されたのに対し、前作は真夜中に公開開始されて稼いだものである。初日の成績は第1作が1300万ドル、第2作が1000万ドルの記録に対し、本作は590万ドルという結果になった。
成績不振の理由として先述の漏洩事件が挙げられたが、違法ダウンロードはアメリカ以外の他国からによるものが大部分で、アメリカ人のダウンロード分を差し引いても400万ドルは稼げるという結論が出た。もう一つの可能性として、若い観客を呼び込むためPG-13にして暴力表現をカットしたことがあげられる。観客全体で25歳未満はわずか34%で、暴力表現を期待していた年長の観客の興味を削いだと予想されている。スタローンは後に、PG-13を受けるために内容を変えたのは間違いだったと認めた。

## テレビ放送
| 回数 | テレビ局   | 番組名（放送枠名） | 放送日         | 放送時間      | 放送分数 | 視聴率 |
| ---- | ---------- | ------------------ | -------------- | ------------- | -------- | ------ |
| 1    | フジテレビ | 土曜プレミアム     | 2015年11月7日  | 21:00 - 23:20 | 140分    | 8.4%   |
| 2    | テレビ東京 | 午後のロードショー | 2018年11月14日 | 13:35 - 15:40 | 125分    |        |
| 3    | テレビ東京 | 午後のロードショー | 2021年3月31日  | 13:35 - 15:40 | 125分    |        |
| 4    | テレビ東京 | 午後のロードショー | 2023年6月27日  | 13:35 - 15:40 | 125分    |        |

- 視聴率はビデオリサーチ調べ、関東地区・世帯・リアルタイム。

## 続編
「エクスペンダブルズ」の第4作目は、将来製作予定である続編への出演をアヴィ・ラーナーと同意したピアース・ブロスナンによって2014年3月に明らかにされた。ハルク・ホーガンはみずからのTwitterアカウントで、第4作目に出演予定であると述べた。インタビューで、ジャン＝クロード・ヴァン・ダムが「エクスペンダブルズ4」に出演したいと思っていることが確認された。
2021年8月、本作の続編が正式に決定した。スタローン、ステイサム、ラングレン、クートゥアが続投する他、新キャストでトニー・ジャー、ミーガン・フォックス、50セントの参加が発表された。